# Arkadi Vassilievitch Kotchoubeï
Pour les autres membres de la famille, voir Famille Kotchoubeï.
Compléments
Années de service militaire (1812-1824) Grade : colonel
Arkadi Vassilievitch Kotchoubei (Аркадий Васильевич Кочубей en cyrillique), né le 20 février 1790 à Novhorod-Siverskyï et mort le 16 mars 1878 à Saint-Pétersbourg, est un aristocrate russe.
Chambellan (1828), Membre du Conseil privé (1856), vice-gouverneur de Kiev, gouverneur du gouvernement d'Orel (1830 à 1837), sénateur (1842). De 1812 à 1824, il servit dans différents régiments de cavalerie, il prit part à la Guerre patriotique, à la campagne d'Allemagne (1813) et à la Campagne de France (1814), il quitta l'armée au grade de colonel.

## Famille
Fils du major-général Vassili Vassilievitch Kotchoubeï (1756-1800) et de son épouse Ielena Vassilievna Toumanskaïa (†1836). Le couple eut une fille Ielena Vassilievna (1793-1863) et quatre fils : Vassili Vassilievitch, Demian Vassilievitch et Alexandre Vassilievitch.
Le 15 septembre 1824 en la chapelle du village de Dikanka, Arkadi Vassilievitch Kotchoubeï épousa la princesse Sofia Nikolaïevna Viazemskaïa (1796-1834) (fille du prince Nikolaï Grigorievitch Viazemski (1769-1846) et de Iekaterina Vassilievna Vasiltchkova (1773-1816).
Cinq enfants naquirent de cette union :
- Piotr Arkadievitch Kotchoubeï
- Vassili Arkadievitch Kotchoubeï : (1826-1897), Conseiller d'État, en 1850, il épousa la princesse Natalia Petrovna Saltykova, en 1878, il épousa la comtesse Maria Alexeïevna Kapnist (1878-1925), fille du décabriste Alexeï Vassilievitch Kalnist (1796-1867).
- Nikolaï Arkadievitch Kotchoubeï : (1827-1865), Conseiller au tribunal, en 1849, il épousa Iekaterina Arkadievna Stolypina (1824-1852), fille de Arkadi Alexeïevitch Stolypine (1778-1825), en 1858, il épousa Ielena Sergueïevna Moltchanova (Née Volkonskaïa) (1835-1916), fille du Décabriste Sergueï Grigorievitch Volkonski (1788-1865).
- Viktor Arkadievitch Kotchoubeï : (1828-?).
- Leonti Arkadievitch Kotchoubeï : (1830).

## Biographie
Arkadi Vassilievitch Kotchoubeï eut pour ascendant Küçük, un bey tartare de Crimée. Né dans une famille ukrainienne, propriétaire de domaines à Gloukhovski (oblast de Tchernihiv).

### Enfance

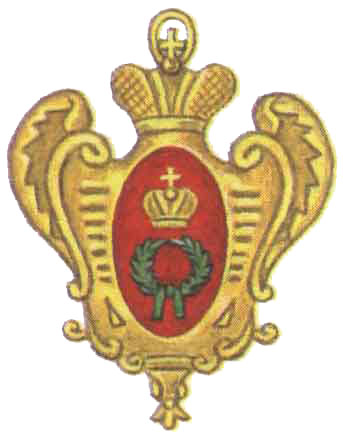
Insigne du Régiment de la Garde à cheval

Arkadi Vassilievitch fut le cinquième enfant et le plus jeune fils du major-général Vassili Vassilievitch Kotchoubeï. Alors âgé de quatre ans, il fut inscrit au Régiment de la Garde à cheval (1794). Avec son frère aîné Alexandre Vassilievitch, il étudia au domicile de ses parents, il eut pour précepteurs, le Suisse Dornier puis l'abbé Froment.
De 1802 à 1807, le jeune Arkadi poursuivit ses études à Saint-Pétersbourg. Comme ses frères aînés et avec son frère Alexandre Vassilievitch, Arkadi poursuivit ses études à l'école Abbé Nikolia (l'abbé Dominique Charles Nicolas, l'un des fondateurs du Lycée Richelieu d'Odessa), une institution réservée à la noblesse où il fut envoyé sur la demande de son oncle, le prince Viktor Pavlovitch Kotchoubeï.

### Carrière dans l'administration
Le 25 janvier 1802, avec le titre de junker, Arkadi Vassilievitch fut inscrit au Collège des Affaires étrangères (autorité de contrôle central pour la gestion des relations de la Russie avec les pays étrangers créée en 1718). Le 2 janvier 1806, il occupa le poste de traducteur, il fut démis de ses fonctions le 25 août 1809.
En 1809, avec son frère aîné Demain Vassilievitch, il prit du service au bureau du prince Peter Friedrich George von Oldenbourg (1784-1812). Sous la direction de Fiodor Petrovitch Loubianovski (1777-1869), il travailla à la Direction Générale de l'eau et des sols, puis en 1811, au ministère des Chemins de fer, à ce poste, il participa activement à la construction des premiers chemins de fer en Russie. Le 20 décembre 1810 il fut nommé adjoint au chef de bureau, le 30 juillet 1811, il fut titré conseiller titulaire (9e rang à la Table des rangs), le 15 octobre de la même année, il lui fut accordé le titre de gentilhomme de la chambre.

#### Grades dans l'Armée impériale de Russie
- . Lieutenant. 13 octobre 1812.
- Lieutenant capitaine. 18 août 1813.
- . Capitaine. 10 octobre 1814.
- Lieutenant-colonel. 10 mars 1824.
- . Colonel. 1824.

### Carrière dans l'Armée impériale de Russie
Au début de la Guerre patriotique, le 13 octobre 1812, Arkadi Vassilievitch quitta son poste dans l'administration et s'engagea dans le Régiment de Hussards Grodnenski. Dans les rangs de cette unité de cavalerie, au cours de la Guerre de la Sixième Coalition, il prit part à de nombreuses batailles en Russie. Pour le courage qu'il démontra au cours de la bataille de Czaśniki, il fut décoré de l'Ordre de Saint-Vladimir (4e classe - avec arc). Il fut également engagé dans les batailles de Borisov (18 novembre 1812), de Bautzen. Il participa aux prises de Tilsit, de Koenigsberg, Berlin et Paris. Le 13 octobre 1812, il fut promu lieutenant, puis le 18 août 1813 lieutenant capitaine (IXe grade de la Table des rangs correspondant au grade de capitaine dans l'infanterie, la gendarmerie et les douaniers), capitaine, le 14 septembre 1814.
Avec l'appui de son oncle, le prince Viktor Pavlovitch Kotchoubeï, le 10 octobre 1814, Arkadi Vassilievitch fut transféré au Régiment de Hussards de la Garde de Sa Majesté. En raison d'une mésentente avec le comte Vassili Vassilievitch Levachov commandant de ce régiment, et avec l'appui du prince Ilarion Vassilievitch Vassiltchikov, Arkadi Vassilievitch fut versé au 16e Régiment de Dragons Tverskoï. Le 9 mai 1816, il fut élevé au grade lieutenant-colonel, le 10 octobre 1824, il quitta l'armée avec le grade de colonel.

### Retour à la fonction publique
De retour dans l'administration, le 30 novembre 1824, il fut nommé agent de service en chef, à ce poste, il remplit des missions spéciales pour le Département postal. Le 7 janvier 1825, il lui fut accordé la dignité de conseiller de cour (VIIe rang à la Table des rangs). Le rang de conseiller de collège lui fut accordé le 30 septembre 1825. Le 2 octobre 1827, il lui fut accordé le rang de chambellan. Du 9 janvier 1828 à 1830, il occupa les fonctions de vice-gouverneur de la province de Kiev. Puis du 21 avril 1830 au 5 avril 1837, il fut le gouverneur du gouvernement d'Orel. Conseiller d'État le 6 décembre 1831 (IVe rang à la table des rangs), le 1er janvier 1832, il reçut la confirmation de son rang puis, le 4 mai 1837, il accéda au rang de conseiller privé.
Le 30 juin 1842, Arkadi Vassilievitch fut nommé au poste de sénateur. En 1847, il fut admis à siéger au Conseil d'administration des Institutions de l'impératrice Maria Fiodorovna situé à Saint-Pétersbourg. En 1868, malade, il prit sa retraite.

## Décès et inhumation
Arkadi Vassilievitch Kotchoubeï décéda le 16 mars 1878 à Saint-Pétersbourg, il fut inhumé au couvent de Novodievitchi.

## Œuvres
Arkadi Vassilievitch Kotchoubeï conjointement avec son ami le comte Sergueï Pavlovitch Potemkine (1757-1858) écrivit Chérie (Душенька) un opéra en cinq actes et en vers libres basé sur l'œuvre du poète russe Hippolyte Fiodorovitch Bogdanovitch). Des ballets et des chœurs composent cet opéra composé en 1802 à Saint-Pétersbourg.
Arkadi Vassilievitch écrivit :
« Plus que d'autres, j'étais ami avec le comte Samoïlov et avec le comte Sergei Pavlovitch Potemkine, avec ce dernier nous avons traduit Racine, écrit des poèmes, et même Chérie – un opéra en vers, tiré d'un poème de Bogdanovich. »

## Propriété
Arkadi Vassilievitch Kotchoubeï fut le propriétaire d'un immense domaine situé dans le village de Zgourovka (province de Kiev). Au cours de sa vie, il amassa environ 10 000 ouvrages sur l'Histoire,.

## Distinctions
- Épée d'or pour acte de bravoure (31 juillet 1813)
- Ordre de Saint-Vladimir (4e classe - avec ruban) 30 octobre 1812
- Ordre de Saint-Vladimir (2e classe). 30 août 1848.
- Ordre de Saint-Vladimir (1re classe).
- Ordre de l'Aigle blanc. (1er juillet 1851.
- Ordre de Sainte-Anne (2e classe - avec diamants). 31 décembre 1813.
- Ordre de Sainte-Anne (1re classe). 26 septembre 1844.
- Ordre de Saint-Stanislas (1re classe). 6 octobre 1833.
- Ordre de l'Aigle rouge (3e classe). 30 mai 1814. Distinction prussienne.

## Enfants

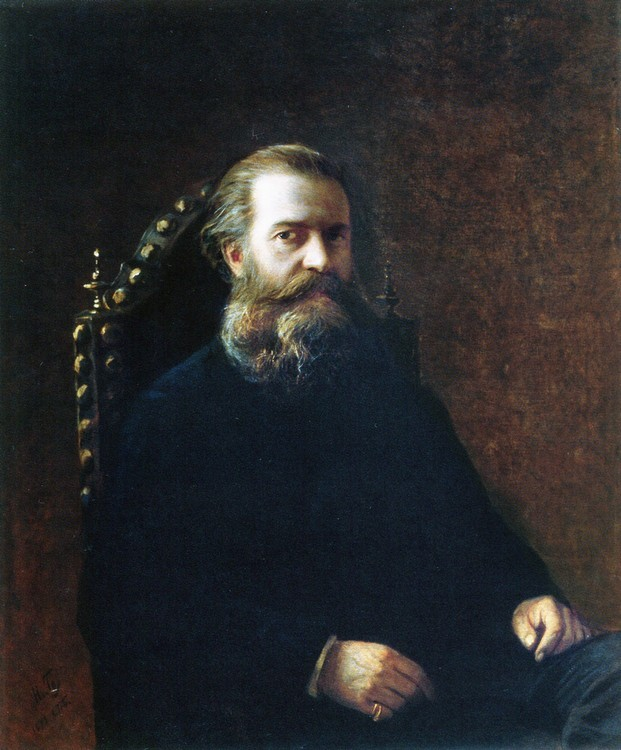
Piotr Arkadievitch Kotchoubeï.
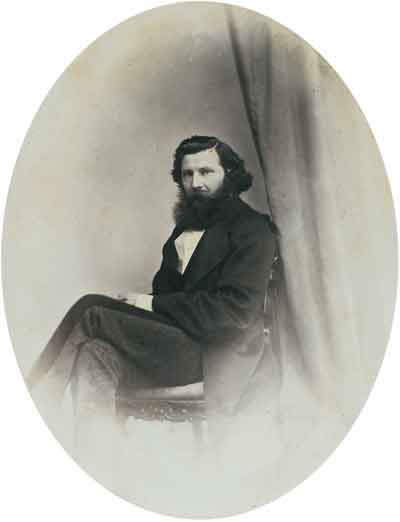
Nikolaï Arkadievitch Kotchoubeï. Secrétaire d'ambassade de Russie à Constantinople